# Bundesliga 2015-16 (Austria)
La temporada 2015-16 es la 104a edición de la Bundesliga de Austria, la máxima categoría del fútbol profesional en Austria. El campeonato comenzó el 25 de julio de 2015 y finalizó el 15 de mayo de 2016. El campeón defensor fue el FC Red Bull Salzburg que logró retener el título, coronándose por décima vez en su historia.

## Formato de competencia
Los diez clubes se enfrentan todos contra todos en cuatro ocasiones (dos en campo propio y otras dos en campo contrario).
Se juega bajo el reglamento FIFA con un sistema de puntuación de 3 puntos por victoria, 1 por empate y ninguno en caso de derrota.
Al término de la fecha 36 el primer clasificado se coronó campeón y obtuvo un cupo para la Segunda ronda de la Liga de Campeones 2016-17, el segundo clasificado obtuvo un cupo para la segunda ronda de la Liga Europa 2016-17, mientras que el tercer clasificado obtuvo un cupo para la Primera ronda; por otro lado el último clasificado descendió a la Primera Liga de Austria 2016-17.
Un tercer cupo para la tercera ronda de la Liga Europa 2016-17 fue asignado al campeón de la Copa de Austria.

## Ascensos y descensos
| Pos. | Descendido de la Bundesliga (Austria) 2014-15 |
| ---- | --------------------------------------------- |
| 10.º | Wiener Neustadt                               |

| Pos. | Ascendido de la Erste Liga 2014-15 |
| ---- | ---------------------------------- |
| 1.º  | Mattersburg                        |

## Equipos participantes
| Equipo            | Ubicación        | Estadio            | Capacidad |
| ----------------- | ---------------- | ------------------ | --------- |
| Admira Wacker     | María Enzersdorf | Trenkwalder Arena  | 12.000    |
| Austria Viena     | Viena            | Estadio Franz Horr | 14.100    |
| Grödig            | Grödig           | Untersberg-Arena   | 2.955     |
| Rapid Viena       | Viena            | Allianz Stadion    | 28.000    |
| Red Bull Salzburg | Wals-Siezenheim  | Red Bull Arena     | 31.800    |
| Mattersburg       | Mattersburgo     | Pappelstadion      | 15.700    |
| Rheindorf Altach  | Altach           | Cashpoint Arena    | 8,900     |
| Ried              | Ried im Innkreis | Keine Sorgen Arena | 7.680     |
| Sturm Graz        | Graz             | UPC-Arena          | 15.400    |
| Wolfsberg         | Wolfsberg        | Lavanttal-Arena    | 8.000     |

## Tabla de posiciones
| Pos. | Equipo                | Pts. | PJ | G  | E  | P  | GF | GC | Dif. | Clasificación y descenso 2016-17            |
| ---- | --------------------- | ---- | -- | -- | -- | -- | -- | -- | ---- | ------------------------------------------- |
| 1    | Red Bull Salzburg (C) | 74   | 36 | 21 | 11 | 4  | 71 | 33 | +38  | Tercera ronda de la Liga de Campeones       |
| 2    | Rapid Viena           | 65   | 36 | 20 | 5  | 11 | 66 | 42 | +24  | Tercera ronda de la Liga Europa             |
| 3    | Austria Viena         | 59   | 36 | 17 | 8  | 11 | 65 | 48 | +17  | Segunda ronda de la Liga Europa             |
| 4    | Admira                | 50   | 36 | 13 | 11 | 12 | 45 | 51 | −6   | Primera ronda de la Liga Europa             |
| 5    | Sturm Graz            | 48   | 36 | 12 | 12 | 12 | 40 | 40 | 0    |                                             |
| 6    | Wolfsberger           | 43   | 36 | 11 | 10 | 15 | 33 | 36 | −3   |                                             |
| 7    | Ried                  | 42   | 36 | 11 | 9  | 16 | 36 | 52 | −16  |                                             |
| 8    | Rheindorf Altach      | 40   | 36 | 11 | 7  | 18 | 0  | 49 | −49  |                                             |
| 9    | Mattersburgo          | 39   | 36 | 10 | 9  | 17 | 40 | 70 | −30  |                                             |
| 10   | Grödig                | 35   | 36 | 9  | 8  | 19 | 42 | 56 | −14  | Descenso a Austrian Regional League 2016-17 |

Actualizado a los partidos jugados el 15 de mayo de 2016.
 Fuente: Soccerway
Notas:
1. ↑  Tras ganar la Copa de Austria 2015-16 el Red Bull Salzburg recibió un cupo para la tercera ronda de la Liga Europea 2016-17, pero al ya encontrarse clasificado a la Liga de Campeones por su posición de liga, el cupo pasa al segundo clasificado, el cupo del segundo paso al tercero y el del tercero paso al cuarto
2. ↑  Grödig habría sido relegado a la Primera Liga de Austria, pero retiró su solicitud para la licencia de la Primera Liga.

## Resultados
| Local \ Visitante | ADM | AUS | GRÖ | MAT | RAP | RBS | RHE | RIE | STU | WOL |
| ----------------- | --- | --- | --- | --- | --- | --- | --- | --- | --- | --- |
| Admira            | —   | 0–1 | 0–0 | 2–1 | 2–1 | 2–2 | 1–1 | 3–1 | 0–1 | 1–0 |
| Austria Viena     | 1–1 | —   | 2–1 | 5–1 | 2–5 | 1–1 | 3–1 | 1–1 | 2–1 | 1–0 |
| Grödig            | 2–3 | 2–2 | —   | 1–1 | 2–1 | 1–1 | 2–1 | 4–1 | 3–0 | 1–0 |
| Mattersburgo      | 0–4 | 1–2 | 0–2 | —   | 1–6 | 2–1 | 2–1 | 4–1 | 2–0 | 1–0 |
| Rapid Viena       | 2–0 | 1–2 | 3–0 | 2–4 | —   | 1–2 | 3–1 | 3–0 | 2–1 | 2–1 |
| Red Bull Salzburg | 8–0 | 2–2 | 4–2 | 4–2 | 1–2 | —   | 2–0 | 2–1 | 3–1 | 1–1 |
| Rheindorf Altach  | 1–2 | 1–2 | 1–0 | 3–1 | 2–0 | 1–0 | —   | 1–3 | 0–1 | 2–1 |
| Ried              | 1–1 | 4–2 | 1–0 | 0–1 | 0–1 | 1–4 | 2–0 | —   | 1–0 | 0–0 |
| Sturm Graz        | 1–1 | 2–0 | 1–1 | 0–0 | 2–2 | 2–3 | 3–1 | 3–2 | —   | 2–0 |
| Wolfsberger       | 4–0 | 0–2 | 3–2 | 2–1 | 2–1 | 1–1 | 0–2 | 1–1 | 0–2 | —   |

| Local \ Visitante | ADM | AUS | GRÖ | MAT | RAP | RBS | RHE | RIE | STU | WOL |
| ----------------- | --- | --- | --- | --- | --- | --- | --- | --- | --- | --- |
| Admira            | —   | 0–3 | 1–1 | 1–1 | 1–3 | 1–2 | 2–1 | 0–0 | 1–0 | 0–2 |
| Austria Viena     | 3–1 | —   | 0–2 | 2–2 | 0–3 | 0–2 | 1–2 | 3–1 | 3–0 | 0–0 |
| Grödig            | 2–2 | 0–1 | —   | 0–1 | 2–0 | 1–2 | 0–3 | 2–2 | 1–3 | 0–1 |
| Mattersburgo      | 0–3 | 0–9 | 2–3 | —   | 0–2 | 0–0 | 0–0 | 3–3 | 1–0 | 1–1 |
| Rapid Viena       | 0–4 | 1–0 | 3–2 | 3–0 | —   | 1–1 | 1–1 | 2–1 | 2–0 | 3–0 |
| Red Bull Salzburg | 1–0 | 4–1 | 3–0 | 2–1 | 2–0 | —   | 2–0 | 2–1 | 1–1 | 1–0 |
| Rheindorf Altach  | 1–2 | 2–0 | 1–0 | 1–2 | 0–0 | 1–3 | —   | 0–0 | 2–2 | 1–1 |
| Ried              | 1–0 | 0–5 | 2–0 | 1–0 | 1–0 | 1–0 | 0–2 | —   | 0–1 | 1–0 |
| Sturm Graz        | 1–1 | 1–1 | 2–0 | 1–1 | 0–2 | 0–0 | 4–1 | 0–0 | —   | 1–0 |
| Wolfsberger       | 1–2 | 2–0 | 2–0 | 2–0 | 2–2 | 1–1 | 1–0 | 1–0 | 0–0 | —   |

## Estadísticas
| Pos. | Jugador            | Club                 | Goles |
| ---- | ------------------ | -------------------- | ----- |
| 1    | Jonathan Soriano   | Red Bull Salzburg    | 21    |
| 2    | Alexander Gorgon   | Austria Viena        | 19    |
| 3    | Olarenwaju Kayode  | Austria Viena        | 13    |
| 4    | Naby Keïta         | Red Bull Salzburg    | 12    |
| 5    | Johannes Aigner    | Rheindorf Altach     | 10    |
| 5    | Takumi Minamino    | Red Bull Salzburg    | 10    |
| 5    | Lucas Venuto       | Grödig/Austria Viena | 10    |
| 8    | Alexander Grünwald | Austria Viena        | 9     |
| 8    | Issiaka Ouédraogo  | Wolfsberger          | 9     |
| 10   | Dieter Elsneg      | Ried                 | 8     |
| 10   | Roman Kienast      | Sturm Graz           | 8     |
| 10   | Markus Pink        | Mattersburg          | 8     |
| 10   | Stefan Schwab      | Rapid Viena          | 8     |

| Pos. | Jugador               | Club              | Asistencias |
| ---- | --------------------- | ----------------- | ----------- |
| 1    | Florian Kainz         | Rapid Viena       | 17          |
| 2    | Valon Berisha         | Red Bull Salzburg | 8           |
| 2    | Alexander Grünwald    | Austria Viena     | 8           |
| 2    | Steffen Hofmann       | Rapid Viena       | 8           |
| 2    | Jonathan Soriano      | Red Bull Salzburg | 8           |
| 6    | Dieter Elsneg         | Ried              | 7           |
| 6    | Naby Keïta            | Red Bull Salzburg | 7           |
| 6    | Alexander Gorgon      | Austria Viena     | 7           |
| 9    | Philipp Schobesberger | Rapid Viena       | 6           |